# Slogoretno
Slogoretno is een bestuurslaag in het regentschap Wonogiri van de provincie Midden-Java, Indonesië. Slogoretno telt 1670 inwoners (volkstelling 2010).